# Autossustentabilidade
Autossustentabilidade é um conceito em ecologia que define a exploração de recursos naturais em base não-predatória. Isto significa a implementação ou a racionalização de projetos de exploração de modo que:
1. Causem mínimo impacto sobre o meio-ambiente circundante, e sobre os recursos que não são diretamente utilizados pelo projeto;
2. Deem tempo à natureza de recompor os recursos renováveis de interesse do projeto;
3. Tenham retorno monetário suficiente para o sustento das pessoas envolvidas e suas famílias com dignidade (sem carestia), de modo que não precisem super-explorar o meio, ou recorrer a práticas predatórias, para complementarem sua renda.

Tendo estes três componentes, o projeto é considerado autossustentável, porque deste modo a exploração de dados recursos pode se prolongar indefinidamente, ao menos em teoria. A atividade sustenta a si mesma, sem necessidade de recorrer a recursos externos para sua manutenção.
A autossustentabilidade geralmente está associada às atividades extrativistas praticadas por pequenas comunidades, devido às características destas atividades (dependentes, por definição, da renovação espontânea dos recursos explorados). E também porque seu custo é mais alto e seu lucro, no curto prazo, bem menor do que o exigido por grandes empreendimentos comerciais, tornando-as desinteressantes para a exploração direta por empresas.
Inicia-se atualmente uma tendência de grandes empresas adotarem este conceito, assumindo os custos mais altos e oferecendo produtos mais caros para um público consumidor consciente de sua responsabilidade socioambiental. Entretanto, são ainda medidas tímidas, se comparadas com as necessidades evidentes, e limitadas aos mercados consumidores mais ricos, em especial o europeu. O consumidor pobre sempre acaba optando por produtos mais baratos, e ecologicamente incorretos, mesmo que tenha consciência disto. Contam ainda com o empecilho da necessidade de obtenção de selos e certificados que garantam ao consumidor a procedência dos produtos, emitidos por organizações idôneas, o que aumenta ainda mais o custo.
Apesar de desejável em outros campos, como na agricultura, a autossustentabilidade não é um conceito de aplicação geral na sociedade industrial, já que esta depende da exploração de recursos minerais, não-renováveis, cujo esgotamento é inevitável. Apesar disto, os cientistas da ecologia são unânimes ao afirmarem que a exploração dos recursos naturais segundo os modelos dominantes atualmente envolve grande dose de irracionalidade e desperdício, e pode em pouco tempo levar ao esgotamento irreversível dos recursos renováveis.